# Józefówek (województwo mazowieckie)
Józefówek – przysiółek w Polsce położony w województwie mazowieckim, w powiecie radomskim, w gminie Jedlińsk.
Przysiółek wchodzi w skład sołectwa Wsola.
W latach 1975–1998 miejscowość administracyjnie należała do województwa radomskiego.
Wierni Kościoła rzymskokatolickiego należą do parafii św. Bartłomieja we Wsoli.